# Герб Перта
Герб Перта - символ, що був наданий місту Перт у Західній Австралії 2 грудня 1926 року. Він був змінений незначним доповненням частини герба Перта, Шотландія в 1949 році. 
Герб у будинку Ради на терасі Сент-Жорж був знятий у 1999 році під час реконструкції та не замінений.

## Опис та символіка
На щиті герба міститься червоний хрест святого Георгія, як на прапорі Англії. У верхній лівій чверті щита та щитотримачі - чорні лебеді, які є звичними для даної місцевості та мають значення для початкової назви колонії річки Лебедя. Чорні лебеді також показані на гербі та прапорі Західної Австралії. Четверта чверть щита взята з герба Перта, Шотландія, міста, в честь якого названо Перт. Щит покриває золота цегляна корона, що свідчить про те, що носій герба є муніципалітетом, а щитотримачі-лебеді носять подібні корони навколо шиї. Девіз, Floreat, латинською мовою означає "процвітати". 

## Блазон
Офіційний опис герба або блазон:
англ. Argent a Cross Gules, in the first quarter a Swan Sable upon water proper, and in the fourth quarter on an Escutcheon Gules within a double Tressure counter flory a Holy Lamb passant reguardant, staff and cross Argent with the banner of St Andrew proper, the whole ensigned with a Mural Crown Or; and for the supporters: on either side a Swan wings elevated Sable, beaked and legged Gules, and gorged round the neck with a Mural Crown Or; and for the motto: FLOREAT.